# بیل توماس (طراح لباس)
ویلیام "بیل" توماس (انگلیسی: William Thomas زاده ۱۳ اکتبر ۱۹۲۱ – درگذشته ۳۰ مه ۲۰۰۰) یک طراح لباس اهل ایالات متحده آمریکا است.
وی برنده جایزه اسکار بهترین طراحی لباس (رنگی) در سال ۱۹۶۰ شد.

## نامزدی ها و جوایز
- ۳۳ام جوایز اسکار-نامزدی برای Seven Thieves (in best costumes-B/W). باخت به The Facts of Life.
- ۳۳ام جوایز اسکار-اسپارتاکوس (in best costumes-color). مشترک به همراه آرلینگتن ولس. برنده.[۱]
- سی و چهارمین دوره جوایز اسکار-نامزدی برای Babes in Toyland (in best costumes-color). باخت به داستان وست ساید.[۲]
- سی و پنجمین دوره جوایز اسکار-نامزدی برای Bon Voyage! (best costumes-color). باخت به The Won derful World of the Brothers Grimm.[۳]
- ۳۶ام جوایز اسکار-نامزدی برای Toys in the Attic (لباس‌های سیاه و سفید). باخت به ۱/۲ ۸.[۴]
- ۳۸ام جوایز اسکار-نامزدی برای کشتی احمق‌ها (لباس‌های سیاه و سفید). مشترک به همراه ژان لوئی. باخت به عزیز.
- ۳۸ام جوایز اسکار-نامزدی برای درون دیزی کلاور (costumes-color). مشترک به همراه ادیت هد. باخت به دکتر ژیواگو.[۵]
- ۴۰ام جوایز اسکار-نامزدی برای The Happiest Millionaire. باخت به کملوت.[۶]
- ۴۳ام جوایز اسکار-نامزدی برای The Hawaiians. باخت به کرامول.[۷]
- ۴۴ام جوایز اسکار-نامزدی برای تختخواب سحرآمیز. باخت به نیکلاس و الکساندرا.[۸]